# Forêt nationale de Chequamegon-Nicolet
Pour les articles homonymes, voir Nicolet (homonymie).
La forêt nationale  de Chequamegon-Nicolet (anglais : Chequamegon-Nicolet National Forest) est une forêt nationale des États-Unis dans le nord-ouest de l'État du Wisconsin qui s'étend,  sur 1 540 km2, près de la ville de Park Falls.
À cause de l'exploitation forestière du début du 20e siècle, il reste peu de forêt primaire, de nombreux arbres de la forêt actuelle ont été plantés par le Civilian Conservation Corps dans les années 1930. La forêt nationale contient des arbres et une végétation correspondant à l'écorégion de la  forêt mixte laurentienne qui prévaut dans la partie haute de la région des Grands Lacs.
Une proclamation présidentielle en 1933 établit la forêt nationale de Chequamegon et la forêt nationale de Nicolet. Elles ont été légalement regroupées en 1998. L'appellation Nicolet rappelle l'exploration effectuée par le français Jean Nicolet au XVIIe siècle et Chequamagon qui désigne une barre sableuse dans la langue des Amérindiens Ojibwés, notamment pour désigner la baie Chequamegon près de La Pointe sur la rive sud du lac Supérieur dans le Wisconsin.